# Bibliotecas Boost
Boost es un conjunto de bibliotecas de software libre y revisión por pares preparadas para extender las capacidades del lenguaje de programación C++. Su licencia, de tipo BSD, permite que sea utilizada en cualquier tipo de proyectos, ya sean comerciales o no.

## Desarrolladores
Los creadores originales de Boost, Beman Dawes y David Abrahams, siguen activos en la comunidad. El autor de varios libros sobre C++, Nicolai Josuttis también ha contribuido la biblioteca array de Boost en 2001. Alrededor de 3.000 personas están suscritas a la lista de correo y decenas de ellos son muy activos.

## Lista de bibliotecas de Boost

### Procesamiento de cadenas y texto
- conversion/lexical_cast: plantilla de conversión léxica, por Kevlin Henney.
- format: Operaciones de formato de tipo seguro (similares a printf), por Samuel Krempp.
- iostreams: Marco para la definición de flujos, buffers de flujos y filtros de entrada/salida, por Jonathan Turkanis.
- regex: Biblioteca de expresiones regulares, por John Maddock.
- spirit: Marco analizador de LL que representa los analizadores directamente como gramáticas EBNF en funciones "inline" de C++, por Joel de Guzmán, Hartmut Kaiser, Nuffer Dan y su equipo.
- string_algo: Biblioteca de algoritmos de cadena, por Pavol Droba.
- tokenizer: Separación de una cadena o secuencia de caracteres en una serie de "tokens", de John Bandela.
- wave: Implementación conforme al estándar de la funcionalidad del preprocesador C99/C++ tras una interfaz de iteradores fácil de usar, por Hartmut Kaiser.
- xpressive: Expresiones regulares que se pueden escribir como cadenas o como expresión de plantillas, y que puede referirse el uno al otro y a sí mismos de forma recursiva con el poder de las gramáticas libres de contexto, por Eric Niebler.

### Contenedores
- array: Envoltura del contenedor de la STL para matrices de tamaño constante, por Nicolai Josuttis.
- bimap: Mapas bidireccionales, por Matías Capeletto.
- circular_buffer: Contenedor compatible con el de la STL también conocido como "anillo" o "buffer cíclico", por Jan Gaspar.
- dynamic_bitset: Versión ejecutable mayor std::bitset por Jeremy Siek y Chuck Allison.
- gil: Biblioteca genérica de imágenes, por Lubomir Bourdev y Hailin Jin.
- graph: Componentes y algoritmos genéricos de grafos, por Jeremy Siek y un equipo de la Universidad de Notre Dame.
- intrusive: Contenedores y algoritmos intrusivos, por Ion Gaztañaga.
- multi_array: Contenedores multidimensionales y adaptadores para las matrices de datos contiguos, por Ron García.
- multi_index:  Contenedores con múltiples interfaces de acceso compatibles con la STL, por Joaquín M López Muñoz.
- pointer container: Contenedores para el almacenamiento de objetos polimórficos acumulados para facilitar la programación orientada a objetos, por Thorsten Ottosen.
- property map: Conceptos que definen interfaces que mapean claves de objetos a valores de objetos, por Jeremy Siek.
- unordered: Contenedores asociativos desordenados, por Daniel James.
- variant: Contenedor seguro, genérico, basado en pilas, por Eric Friedman y Itay Maman.

### Iteradores
- gil: Biblioteca genérica de imágenes, por Lubomir Bourdev y Hailin Jin.
- graph: Contenedores y algoritmos genéricos de grafos, por Jeremy Siek y un equipo de la Universidad de Notre Dame; ahora mantenido por Andrew Sutton y Jeremiah Willcock.
- iterators: Marco de construcción de iteradores, adaptadores, conceptos y más, por Dave Abrahams, Jeremy Siek, y Thomas Witt.
- operators: Clases e iteradores de plantillas aritméticas, por Dave Abrahams y Jeremy Siek.
- tokenizer: Separación de una cadena o secuencia de caracteres en una serie de "tokens", por John Bandela.

### Algoritmos
- foreach: Macro BOOST_FOREACH para desplazarnos fácilmente por los elementos de una secuencia, por Eric Niebler.
- gil: Biblioteca genérica de imágenes, por Lubomir Bourdev y Hailin Jin.
- graph: Componentes y algoritmos genéricos de grafos, por Jeremy Siek y un equipo de la Universidad de Notre Dame.
- minmax: Extensiones de la biblioteca estándar para computaciones simultáneas de min/max, por Hervé Brönnimann.
- range: Una nueva infraestructura para algoritmos genéricos que proporciona nuevos iteradores, por Thorsten Ottosen.
- string_algo: Biblioteca de algoritmos de cadena, por Pavol Droba.
- utility: Plantillas para las funciones next() y prior(), por Dave Abrahams y otros.

### Programación de funciones de orden superior
- bind y mem_fn: Binding generalizado para funciones/objetos/punteros y métodos miembros, por Peter Dimov.
- function: Envoltorios para llamadas diferidas o devoluciones de llamada, por Doug Gregor.
- functional: Adaptadores de funciones de objetos mejorados, por Mark Rodgers.
- functional/factory: Plantillas para la creación dinámica y estática de objetos, por Tobias Schwinger.
- functional/forward: Adaptadores que permiten que objetos con funciones genéricas acepten argumentos arbitrarios, por Tobias Schwinger.
- functional/hash: Un hash TR1 que puede ser extendido a tipos definidos por el usuario, por Daniel James.
- lambda: Define pequeñas funciones sin nombre en la llamada actual, entre otras cosas, por Jaakko Järvi y Gary Powell.
- ref: Una biblioteca de utilidades para pasar referencias a funciones genéricas, por Jaako Järvi, Peter Dimov, Doug Gregor y Dave Abrahams.
- signals: Implementación del manejo de señales y devoluciones de llamada, por Doug Gregor.
- signals2: Segunda versión de la biblioteca anterior, por Frank Mori Hess.
- result_of: Determina el tipo de la expresión de una llamada a una función.

### Programación genérica
- call_traits: Define tipos para pasar parámetros, por John Maddock, Howard Hinnant, ...
- concept check: Herramientas para programación genérica, por Jeremy Siek.
- enable_if: Inclusión selectiva de sobrecargas de funciones, por Jaakko Järvi, Jeremiah Willcock y Andrew Lumsdaine.
- function_types: Características de tipos para llamadas, construcción de tipos, por Tobias Schwinger.
- gil: Biblioteca genérica de imágenes, por Lubomir Bourdev y Hailin Jin.
- in_place_factory, typed_in_place_factory: Construcción genérica de objetos con una variada lista de argumentos, por Fernando Cacciola.
- operators: Clases e iteradores de plantillas aritméticas, por Dave Abrahams y Jeremy Siek.
- property map: Conceptos que definen interfaces que mapean claves de objetos a valores de objetos, por Jeremy Siek.
- static_assert: Aserciones estáticas (aserciones en tiempo de compilación), por John Maddock.
- type_traits:  Plantillas para las propiedades fundamentales de tipos, por John Maddock, Steve Cleary, ...

### Metaprogramación de plantillas
- function_types: Características de tipos para llamadas, construcción de tipos, por Tobias Schwinger.
- fusion: Biblioteca para trabajar con tuplas, incluyendo varios contenedores, algoritmos, ... por Joel de Guzman, Dan Marsden y Tobias Schwinger.
- mpl: Marco de plantillas de metaprogramación de algoritmos, secuencias y clases de metafunciones en tiempo de compilación, por  Aleksey Gurtovoy.
- proto: Biblioteca de plantillas de expresión y kit de herramientas del compilador de construcción de lenguajes específicos de dominio embebidos, por Eric Niebler.
- static_assert: Aserciones estáticas (aserciones en tiempo de compilación), por John Maddock.
- type_traits: Plantillas para las propiedades fundamentales de tipos, por John Maddock, Steve Cleary, ...

### Metaprogramación de preprocesador
- preprocessor: Herramientas de metaprogramación de preprocesador incluyendo repetición y recursión, por Vesa Karvonen y Paul Mensonides.

### Programación Concurrente
- asio: Redes portables y otros flujos de entrada/salida de bajo nivel, incluyendo sockets, temporizadores, resolución de host, flujos de sockets, puertos serie, descriptores de ficheros y manejadores de Windows, por Chris Kohlhoff.
- interprocess: Memoria compartida, ficheros mapeados de memoria, exclusiones mutuas para compartir procesos, variables de condición, contenedores y asignadores, por Ion Gaztañaga.
- MPI: Biblioteca de interfaz de paso de mensajes, para usar en la programación de aplicaciones paralelas, por Douglas Gregor y Matthias Troyer.
- thread: Multihilos de C++ portable, por William Kempf.

### Matemáticas y numéricos
- accumulators: Marco para cálculos incrementales, y colección de acumuladores estadísticos, por Eric Niebler.
- integer: Cabeceras para tratar con tipos enteros.
- interval: Amplía las funciones aritméticas habituales a intervalos matemáticos, por Guillaume Melquiond, Hervé Brönnimann y Sylvain Pion.
- math: Varias contribuciones en el ámbito de las matemáticas, por varios autores.
- math/complex number algorithms: Algoritmos de números complejos que son las inversas de las funciones trigonométricas están actualmente presentes en el estándar de C++, por John Maddock.
- math/common_factor: Máximo común divisor y mínimo común múltiple, por Daryle Walker.
- math/octonion: Octoniones, por Hubert Holin.
- math/quaternion: Cuaterniones, por Hubert Holin.
- math/special_functions: Una amplia selección de funciones matemáticas especiales, por John Maddock, Paul Bristow, Hubert Holin y Xiaogang Zhang.
- math/statistical distributions: Una amplia selección de distribuciones estadísticas univariantes y funciones que operan en ellos, por John Maddock y Paul Bristow.
- multi_array: Contenedores multidimensionales y adaptadores para las matrices de datos contiguos, por Ron Garcia.
- numeric/conversion: Conversiones numéricas optimizadas basadas en políticas, por Fernando.
- operators: Plantillas e iteradores de clases de aritmética, por Dave Abrahams y Jeremy Siek.
- random: Un sistema completo de generación de números aleatorios, por Jens Maurer.
- rational: Clase de números racionales, por Paul Moore.
- uBLAS: Álgebra lineal básica para matrices, por Joerg Walter y Mathias Koch.

### Corrección y prueba
- concept check: Herramientas para programación genérica, por Jeremy Siek.
- static_assert: Aserciones estáticas (aserciones en tiempo de compilación), por John Maddock.
- test: Soporte para testeo de programas simples, testeo unitario completo y monitorización de ejecución de programas, por Gennadiy Rozental.

### Estructuras de datos
- any: Contenedor genérico y seguro para valores individuales de diferentes tipos de valores, por Kevlin Henney.
- bimap: Mapas bidireccionales, por Matias Capeletto.
- compressed_pair: Optimización de miembro vacío, por John Maddock, Howard Hinnant, ...
- fusion: Biblioteca para trabajar con tuplas, incluyendo varios contenedores, algoritmos, ... por Joel de Guzman, Dan Marsden y Tobias Schwinger.
- multi_index: Contenedores con múltiples interfaces de acceso compatibles con la STL, por Joaquín M López Muñoz.
- pointer container: Contenedores para el almacenamiento de objetos polimórficos acumulados para facilitar la programación orientada a objetos, por Thorsten Ottosen.
- property tree: Estructura de árbol de datos especialmente utilizada para guardar datos de configuración, por Marcin Kalicinski y Sebastian Redl.
- tuple: Definición de funciones que devuelven múltiples valores y más, por Jaakko Järvi.
- uuid: Identificador único universal, por Andy Tompkins.
- variant: Contenedor seguro, genérico, basado en pilas, por Eric Friedman y Itay Maman.

### Procesamiento de imágenes
- gil: Biblioteca genérica de imágenes, por Lubomir Bourdev y Hailin Jin.

### Entrada/Salida
- asio: Redes portables y otros flujos de entrada/salida de bajo nivel, incluyendo sockets, temporizadores, resolución de host, flujos de sockets, puertos serie, descriptores de ficheros y manejadores de Windows, por Chris Kohlhoff.
- assign: Contenedores de llenado con datos constantes o generados, por Thorsten Ottosen.
- format: Operaciones de formato de tipo seguro (similares a printf), por Samuel Krempp.
- io state savers: Guardado del estado de entrada/salida para evitar datos desordenados, por Daryle Walker.
- iostreams: Marco para flujos definidos, buffers de flujos y filtros de entrada/salida, por Jonathan Turkanis.
- program_options: Acceso a los datos de configuración dados en la línea de comandos, en los ficheros de configuración u otras fuentes, por Vladimir Prus.
- serialization: Serialización de datos arbitrarios para persistencia y clasificación, por Robert Ramey.

### Soporte a otros lenguajes de programación
- python: Refleja clases y funciones de C++ en Python, por Dave Abrahams.

### Memoria
- pool: Administración de bloques de memoria, por Steve Cleary.
- smart_ptr: Plantillas para clases con punteros inteligentes, por Greg Colvin, Beman Dawes, Peter Dimov y Darin Adler.
- utility: Clase noncopyable más plantillas de las funciones checked_delete(), checked_array_delete(), next(), prior(), más lenguaje a base de miembros, por Abrahams y others.

### Análisis (parsing)
- spirit: Marco analizador de LL que representa los analizadores directamente como gramáticas EBNF en funciones "inline" de C++, por Joel de Guzmán, Hartmut Kaiser, Nuffer Dan y su equipo.

### Interfaces de programación
- function: Envoltorios para llamadas diferidas o devoluciones de llamada, por Doug Gregor.
- parameter: Funciones que aceptan argumentos por nombre, por David Abrahams y Daniel Wallin.

### Miscelánea
- base-from-member: Lenguaje para inicializar una clase base con un miembro, por Daryle Walker.
- compressed_pair: Optimización de miembro vacío, por John Maddock, Howard Hinnant, ...
- conversion: Conversores polimórficos y léxicos, por Dave Abrahams y Kevlin Henney.
- crc: Código de redundancia cíclica, por Daryle Walker.
- date_time: Biblioteca Fecha-Hora, por Jeff Garland.
- exception: Una biblioteca para el transporte de datos arbitrarios en objetos de excepción, y el transporte de excepciones entre hilos (N2179, por Emil Dotchevski.
- filesystem: Rutas portables, iteración sobre directorios, y otras operaciones útiles de sistemas de ficheros, por Beman Dawes.
- flyweight: Diseño de patrones para gestionar grandes cantidades de objetos muy redundantes, por Joaquín M López Muñoz.
- lexical_cast: Conversiones generales de texto literal, como un entero representado como una cadena, o viceversa, por Kevlin Henney.
- numeric/conversion: Conversiones numéricas optimizadas, por Fernando Cacciola.
- optional: Envoltorio para valores opcionales, por Fernando Cacciola.
- program_options: Acceso a los datos de configuración dados en la línea de comandos, en los ficheros de configuración u otras fuentes, por Vladimir Prus.
- scope_exit: Ejecutar código arbitrario al salir de ámbitos, por Alexander Nasonov.
- statechart: Máquinas de estados finitos arbitrariamente compleja pueden ser implementadas en código C++ fácilmente comprensible y mantenible, por Andreas Huber.
- swap: Funciones mejoradas de intercambio genérico, por José Gauterin.
- system: Soporte de sistemas operativos, incluyendo el apoyo de diagnóstico que será parte de la biblioteca estándar C++0x, por Beman Dawes.
- timer: Temporizador de eventos, contador de tiempo de progreso, clases de muestra de progreso, por Beman Dawes.
- TR1: Una implementación del Informe Técnico sobre las extensiones de la Biblioteca C++, con otras bibliotecas Boost como base, por John Maddock.
- tribool: Biblioteca de tipos lógicos de 3 estados, por Doug Gregor.
- typeof: Emulación del operador typeof, por Arkadiy Vertleyb y Peder Holt.
- units: Análisis dimensional y manipulación y conversión de unidad/cantidad, por Matthias Schabel y Steven Watanabe.
- utility: Clase noncopyable más plantillas de las funciones checked_delete(), checked_array_delete(), next(),  prior(), más lenguaje a base de miembros, por Abrahams y others.
- value_initialized: Envoltorio para inicialización de valores de sintaxis uniforme, por Fernando Cacciola, basada en la idea original de David Abrahams.

### Soluciones de "compilador roto"
- compatibility: Ayuda para bibliotecas que no siguen el estándar, por Ralf Grosse-Kunstleve y Jens Maurer.
- config: Ayuda a los programadores de bibliotecas boost a adaptarse a la idiosincrasia del compilador. No está destinada a usuarios de la biblioteca.

## Bibliotecas retiradas de Boost
- compose: Adaptadores para composición funcional para la STL, por Nicolai Josuttis. Eliminada en la versión  1.32. Utilizar Bind o Lambda en su lugar.